# Paul Brandenburg (Autor)
Paul Brandenburg (* 1978 in West-Berlin) ist ein deutscher Autor, Arzt und Unternehmer. Er verbreitet verschwörungsideologische und rechtspopulistische bis rechtsextreme Inhalte sowie Falschinformationen zur COVID-19-Pandemie.

## Leben
Brandenburg absolvierte das Medizinstudium an der Berliner Charité und in Japan. 2008 wurde er an der Charité summa cum laude promoviert.
Brandenburg ging als Assistenzarzt an das Universitätsspital Zürich. 2010 kehrte er nach Berlin zurück, weil er sich in Zürich als Deutscher ausgegrenzt fühlte. Seit 2011 ist er Facharzt für Allgemeinmedizin. Nach eigener Aussage brach er eine Laufbahn als Chirurg ab, weil er das Kliniksystem nicht mehr ertragen konnte. 2013 veröffentlichte Brandenburg das Buch Kliniken und Nebenwirkungen mit Tipps für Krankenhauspatienten, welche die Rezensentin der FAZ zwar praktikabel, doch wenig ermutigend fand. Das Buch war ein Kulturspiegel-Beststeller.
In einem Ärzte-Talk mit Maybrit Illner hatte Brandenburg im Januar 2013 mehrfach darauf hingewiesen, dass an dem „von Abhängigkeiten und Ängsten geprägten Arbeitsplatz Krankenhaus“ allein dadurch Fehler passierten, weil sich niemand traue, auf offensichtliche Missstände hinzuweisen. Frank Ulrich Montgomery, Jens Spahn und Britta Konradt waren sich, so Dennis Ballwieser in Der Spiegel, mit Brandenburg einig, dass ein auf den „allmächtigen Chefarzt ausgerichtetes Kliniksystem“ das Risiko für Fehler erhöhen kann.
Als Notarzt wurde er nach eigenen Angaben von seinem Hauptauftraggeber, dem Land Berlin, nicht mehr engagiert, seit es ein staatsanwaltschaftliches Verfahren gegen ihn gegeben habe, das aber eingestellt wurde.
2015 gründete er das Online-Startup „DIPAT“ als Dienst zur selbstständigen Erstellung von Patientenverfügungen. 2023 war eine Klage des Verbraucherzentrale Bundesverbands (vzbv) gegen DIPAT in Teilen erfolgreich. Dem von Brandenburg geführten Unternehmen wurde untersagt, in der Werbung weiterhin fälschlicherweise zu behaupten, dass der Bundesgerichtshof 2016 bestätigt habe, dass 90 %  der Patientenverfügungen (ohne Unterstützung/Nutzung von DIPAT) nutzlos waren. Zudem wurden drei der sechs vom vzbv bemängelten Vertragsklauseln verboten. Seit Juli 2024 ist Paul Brandenburg nicht mehr Geschäftsführer von DIPAT.
Brandenburg lebte zur Zeit der COVID-Pandemie in Berlin.
Brandenburg äußerte sich mehrfach verschwörungsideologisch, vertritt rechtspopulistische bis rechtsextreme Positionen und verwendet nationalsozialistische Begriffe wie Umvolkung.

## COVID-19-Pandemie
Brandenburg ist einer der Initiatoren und Vorsitzender des im April 2020 entstandenen Vereins 1bis19 – Initiative für Grundrechte und Rechtsstaat e. V., der aus seiner Sicht „unverhältnismäßige Grundrechtseinschränkungen und eine fehlende Langzeitstrategie der Regierung zur COVID-19-Pandemie in Deutschland“ kritisiert. Als im Mai 2021 ein Medienbericht spekulierte, Brandenburg sei der „Drahtzieher“ hinter der Aktion #allesdichtmachen, dementierte Brandenburg dies, er sei „leider gar nicht“ beteiligt gewesen, auch wenn er „durch persönliche Bekanntschaft früher als die Öffentlichkeit von der Aktion“ erfahren habe.
Im Sommer 2021 bezeichnete Brandenburg die Mitglieder der Bundesregierung als „Faschisten“ und warnte vor einem  „Merkel-Faschismus“. Zudem behauptete er, es habe „aus ärztlicher Sicht nie eine Corona-Pandemie in Deutschland“ gegeben. Über Twitter verbreitete Brandenburg ein Video, in dem er erklärte, wie sich ein Impfpass fälschen lässt. YouTube löschte das Video. Twitter sperrte Brandenburgs Konto von November 2021 bis Februar 2023, nachdem er mehrfach Falschinformationen verbreitet hatte.
Während der Corona-Pandemie betrieb Brandenburg drei Corona-Testzentren in Berlin. Am 4. Mai 2021 wurden ihm Gewerberäume gekündigt. Eine Mitmieterin, die Mitarbeiterin der SPD-Fraktion Stephanie Weyand, hatte sich in einer Mail an die Hausverwaltung über Brandenburgs Betätigung als „Antidemokrat“ und „Coronaleugner“ beklagt, die sie aus Artikeln des Tagesspiegels kannte.

## Ermittlungen nach Schusswaffenfund
Nach einem anonymen Hinweis gab es am 23. Mai 2022 einen Einsatz des Spezialeinsatzkommandos (SEK) der Polizei Berlin in der Wohnung Brandenburgs, bei dem Datenträger, andere Beweismittel und Schusswaffen beschlagnahmt wurden. Er gab an, dass es sich bei den Schusswaffen um Jagdgewehre handelte, wofür er als Jäger eine Erlaubnis besitze. Gegen Brandenburg wird wegen des Verdachts des Verstoßes gegen das Kriegswaffenkontrollgesetz ermittelt.

## Bezeichnung als Volksverhetzer
Nachdem Brandenburg die Bundesregierung im März 2023 auf Twitter als „illegitimes Terrorregime“ bezeichnet hatte, nannte Tagesspiegel-Journalist Rainer Woratschka ihn einen Volksverhetzer. Brandenburg ging juristisch dagegen vor. Als das Landgericht Köln signalisierte, dass diese Aussage unter die freie Meinungsäußerung falle, zog Brandenburg die Klage zurück.

## Mitgliedschaften und Funktionen
- Brandenburg war Mitglied der FDP.[15]
- Brandenburg war Gründungsmitglied und im Vorstand des Spitzenverbandes Digitale Gesundheitsversorgung e. V.[20]

## Publikationen
- Der Einfluss verlängerter Ischämie auf Nierentransplantatfunktion und antigen-abhängige Immunantwort nach Empfängerbehandlung mit CTLA4-Ig. ISBN 978-3-00-024898-6.
- Kliniken und Nebenwirkungen. Überleben in Deutschlands Krankenhäusern. Fischer Scherz, Frankfurt am Main 2013, ISBN 978-3-651-00065-0.